# Andreas Werling
Andreas Werling, föddes 1655 i Kärna församling, Östergötlands län, död 26 februari 1726 i Åtvids församling, Östergötlands län, var en svensk präst.

## Biografi
Andreas Werling föddes 1655 på Värö i Kärna socken. Han var son till bonden Måns. Werling studerade vid gymnasiet och prästvigdes 4 februari 1684. Werling blev 1694 hospitalspredikant i Norrköping och blev 31 januari 1702 kyrkoherde i Åtvids församling, Åtvids pastorat. Han avled 26 februari 1726 i Åtvids socken och begravdes 29 mars.

### Familj
Werling gifte sig 8 juni 1684 med Elisabeth Åkerberg (1666–1737). Hon var dotter till kyrkoherden Nicolaus Insulpontanus i Gårdeby församling och Sara Nilsdotter. De fick tillsammans barnen Brita Werling (född 1685) som var gift med kvartermästaren Anders Johan Utterbeck, komministern Nils Werling i Åtvids församling, komministern Magnus Werling (1688-1737) i Grebo församling, Catharina Werling (1690–1766) som var gift med kvartermästaren Johan Persson Westerberg, kvartermästaren Anders Werling (född 1692), Samuel Werling (död 1697), Brita Werling (död 1699), handlanden Johan Werling (1703–1730) i Linköping och fältskären Salomon Werling (född 1706).